# 어룡동 (광주)
어룡동(魚龍洞)은 광주광역시 광산구의 행정동이다.

## 연혁
- 1986년 11월 1일 송정시 소촌동, 용운동
- 1988년 1월 1일 광주광역시 편입, 광산구 소촌동, 용운동
- 1993년 3월 23일 청사 이전 (소촌동 528-14 구민회관 1층)
- 1998년 10월 15일 소촌동과 용운동이 통합, 어룡동으로 개칭
  - 법정동 : 소촌동, 선암동, 박호동, 서봉동, 운수동
- 2016년 6월 29일 선암동 516 (이야기꽃도서관 1층)으로 청사 이전.

## 법정동
- 소촌동
- 운수동
- 서봉동
- 박호동
- 선암동

## 마을 유래
- 박호동
  - 1914년 박산리(博山), 상박리(上博), 노동리(老洞), 용암리(龍岩)를 합쳐 박호리라고 했다. 임곡면에 속했으나 송정읍에 편입되었다가 송정시 용운동을 거쳐 어룡동 관할 박호동이 되었다. 박산, 노동, 호송마을이 있는데, 박산과 호송에서 한 자씩 취해 박호리가 되었다는 설, 박산과 황룡강(일명 道山川)을 따 지은 이름이라는 설이 있다. 또 다른 자료에서는 박산을 ‘하박(아랫박뫼)’, 호송을 ‘상박(윗박뫼)’로 설명하고 있다. 황룡강변에 위치한 ‘박산’마을은 조선 초부터 죽산 박씨가 터를 잡고 살았으며 박산(朴山) 또는 박산(博山)이라고 기록되어 있다. 이 마을은 조선 명종 대 문신이자 광주목사를 역임한 송천 양응정(梁應鼎, 1519~1581)이 1571년 처가인 이곳에 정착하면서 제주 양씨들이 세거하기 시작했다. 광주시 기념물로 지정된 양산숙(梁山璹, 1561~1593) 일가의 충효열을 기리는 ‘양씨삼강문’이 있다. 양산숙은 양응정의 아들이다.‘노동’마을은 박산, 노동, 호송마을 중 가장 오래된 마을로 일명 상박(上博)이라고 한다. 조선 세종 대 경양방죽을 축조했던 광산 김씨 김방(金倣)이 광주에서 이주해왔으나, 역모사건에 연루되며 일가가 모두 흩어졌다고 한다. 이후 제주 양씨 양산해 후손들이 박산에서 노동으로 분가 이주해 오늘에 이른다. 양산해는 양응정 첫째 아들이다. ‘노동’은 갈대가 무성하다는 의미로 지어진 이름이라는 설, 마을 뒤 어등산에 비하남노(飛下南蘆)라는 혈이 있어 붙은 이름이라는 설이 있다. 광산 김씨 효열문(光山金氏孝烈門), 광산 김씨 효자비(光山金氏孝子碑), 나주 나씨 효열비(羅州羅氏孝烈碑)가 있다.‘호송’은 개솔, 개시울, 개시골이라고도 불렀는데, 마을 앞 강가에 소나무가 많아 붙은 이름으로 ‘호송’은 한자 표기다. 과거 황룡강가에는 방풍림으로 소나무와 팽나무가 심어져 있었다. 박산마을에서 제주 양씨 일부가 옮겨와 정착했는데, 이후 죽산 박씨도 입촌해 지금에 이른다. 마을에는 모정과 노거수, 제주 양씨 문중에서 1949년 건립한 경모재(敬慕齋), 송계 양돈영(梁暾永) 송덕비, 청송 심씨 순절비, 장흥 임씨 효열비가 세워져 있다. 마을 앞 구 서강정 옆에 있는 버드나무는 일제강점기 일본군에 쫓기던 의병이 몸을 숨겨 목숨을 건졌다는 이야기가 전해진다. 노동과 호송마을은 어룡동 28통, 박산마을은 29통이다.
- 서봉동
  - 1914년 소지면 산수, 서봉, 강동리가 서봉리로 합쳐지며 송정면에 편입되었다. 원서봉, 산수, 강골, 새터 4개의 마을이 있으며 원서봉, 산수는 31통, 강골과 새터는 30통이다. ‘원서봉’은 봉황새가 사는 곳이라 하여 서봉리(棲鳳里)라고 했다가 서봉사(西峯寺)가 있어 이 사찰의 이름을 따서 서봉으로 바뀌었다고 한다. 450년 전 창녕 조씨 조관중(曺寬中)이 화순군 동면에서 옮겨와 정착했다. 지정 당시 수령 250년으로 추정했던 느티나무 노거수가 마을회관 앞에 있고, 고려 충렬왕 때 대제학을 지낸 한사기(韓謝奇)를 모시는 봉강재(鳳崗齋)와 신도비 등이 있다. ‘산수’마을은 동명고등학교가 있는 마을로 가구 수가 많지 않다. 원서봉마을에 있던 송정동초등학교 서봉분교가 1974년 이곳으로 옮겨와 송정북국민학교로 개교했으나 1994년 폐교되었다. 동명교회가 이 부지를 매입해 세운 학교가 동명고등학교다. 창녕 조씨가 들어오면서 마을이 형성되었다고 하며, 지역의 별미인 ‘용봉탕’ 음식점이 모여 있었다. 원서봉마을에서 떨어져 나와 이 마을도 원서봉이라고 부르기도 한다.‘새터’마을은 서봉 동쪽에 새로 민가가 들어섰다고 하여 생긴 이름이다. 어등산 약수터를 오르는 등산로 옆에 위치하며, 약수터 위로 물통거리라고 불리는 곳에 널따란 ‘마당바위’가 있다. 여름철 피서객들이 몰려드는 명소로 알려졌다. 새터마을 뒤에 있는 무잿등에서는 예전에 기우제를 지냈다고 한다. 한말 서봉에 살던 조기환(曺基煥)과 파평 윤씨, 밀양 박씨 세 가구가 옮겨와 마을을 형성했다고 한다. ‘강골’마을은 옛 지도를 보면 강동(江洞)으로 표기된 지역인 것으로 보이는데, 강가에 있는 마을이라는 의미다. 다른 기록에는 일명 강동(江東)이라고 설명하고 있다. 윗강골, 아랫강골로 나뉘었다고 하는데, 윗강골은 호남대학교 축구장 부지에 편입되면서 없어지고 호남대학교 동쪽에 위치한 아랫강골은 학생들이 이용하는 생활편의시설이 들어서 있다. 아랫강골은 행정구역이 선암동에서 서봉동으로 바뀌었다.
- 선암동
  - 선암동은 선암역이 있어 역말, 역촌, 선암이라고 불렀으며 1914년 선암, 중보리 일부를 합하여 선암리라고 했다. ‘선암’은 고려 때 선암사라는 사찰이 있어서 붙여진 지명이라고 하며, 이곳에 있던 선암사가 승주로 옮겨갔다고 한다. 지금도 선암사지에 있었던 것으로 전해지는 3층 석탑이 온전치 않은 모습으로 남아 있다. 선암 안에서도 원마을, 매머리, 구장터 등으로 마을이 나눠지는데, 원마을 또는 원선암은 다시 안마을, 탑골로 구분하고 있다. 조선시대 연안 차씨 차세초(車世迢)가 충남 예산에서 입촌했고, 조선 중종 대 충주 박씨 박사형이 서창 절골에서 이곳으로 옮겨왔다고 한다. 한말까지 장이 섰는데, 어등산을 근거지로 활동했던 의병들이 이 장을 통해 접선하고 물자를 공급받았다고 한다. 항일독립투사 박경주, 충무위오위장 차연로 등이 이 마을 출신이다.‘중보’는 서석평야 관개를 위해 황룡강 상·중·하에 세 개의 보를 설치했는데, 중보가 이 마을 가운데에 있다 하여 붙여진 이름이라고 한다. 조선 중종 초에 마을이 형성되어 김해 김씨, 함평 모씨, 강릉 유씨, 진주 강씨, 광산 김씨 등이 들어와 살았고 선암장이 번창하면서 인구가 늘었다. 1948년 정광중·고가 세워졌는데, 일제강점기에는 이 자리에서 일본인 이와부치(岩淵)가 과수원을 운영했다고 한다. 이어 1960년 세워진 삼양타이어 공장이 회사를 확장하자 정광중·고는 소촌동으로 옮겨갔다. 삼양타이어는 1996년 금호타이어로 이름을 바꾸어 오늘에 이르며 다시 이전이 논의되고 있다. 선암은 32통, 중보는 33통이다.
- 소촌동
  - 소촌동에는 소촌, 소촌거리, 남계, 선계, 신역마을이 있었다. ‘소촌’은 마을 지형이 가마솥과 같다고 하여 정두(鼎頭)라고 부르다 소촌, 솔머리라고 했다. 고려 초 청주 한씨가 자리 잡고 오래 세거했으며 조선 중종대 문인인 충주 박씨 눌재 박상의 아들 진사 박민중(朴敏中)이 서창면 절골에서 소촌으로 분가한 이후 광복 후까지 500년 가까이 충주 박씨 집성촌으로 자리를 잡았다. 후손들이 눌재 박상과 사암 박순을 추모하는 송호영당을 1998년 건립하였으나 KTX선로가 지나가게 되며 현재의 자리로 이전했다. 송호영당 바로 아래에는 박상의 16세손 용아 박용철의 생가가 있다. 1988년 농공단지가 들어서며 임야 대부분이 편입되었다. 병자호란 때 마을에 살던 부호 청주 한씨가 피난을 떠나며 마을 우물 안에 보물을 숨겼는데 지금까지 찾지 못하고 있다는 전설이 전해진다.‘소촌거리’는 원(元)마을에 딸린 마을로 원 마을에 가는 길에 있다하여 ‘소촌거리’라고 불렸다고 하며 인구가 증가하며 1982년 분통되었다. 1900년대 영성 정씨 정봉조가 처음 들어와 정착했다고 하며, 정광학원, 금호타이어, 농공단지가 들어서며 급격한 발전을 이루었다. 이 지역은 옛날부터 농악놀이가 유명했다. 광주시 무형문화재 제18호로 지정된 광산농악은 마륵동 판굿농악, 칠석동 고싸움농악, 소촌동 당산농악 등이 집대성된 것으로 1988년 제29회 전국민속예술경연대회에서는 광산 소촌농악으로 입상했다.
  - ‘남계’는 조선말기 눌재 박상의 14세손 충주 박씨 박면주(朴勉柱)가 인근 소촌에서 옮겨오고 이어 함양 박씨가 들어오며 마을이 형성되었다. 마을 이름의 유래는 정확치 않다. 남성(南星), 선계(仙溪), 신역(新驛)마을을 합쳐서 ‘남계’라고 불렀다고도 하고, 과거 인근에 있었던 남성사라는 사찰과 선계라는 마을 이름에서 한자씩 따왔다는 설도 있다. 그런데 남성사라는 사찰의 위치는 기록마다 다르다. 지금은 밭이 된 광주경찰청 동쪽의 주봉산(柱峯)에 있었다는 기록과 마을 뒤 제봉산(祭峯)에 있었다는 기록이 있다. 또 풍수가 ‘남생이혈’이어서 남성, 남생이골이라고 불렀다고도 한다. 물이 많이 모여들어 ‘물통거리’로 불리던 곳도 있었는데, 일제강점기 수원이 풍부해 저수지를 만들었다. 광주경찰청 앞에 남성저수지가 그것이다. 지금은 ‘남성’만 ‘남계’라고 한다고 하며, 마을 주민들은 남계(南鷄)로 한자표기를 한다고 최근 자료는 기록하고 있다.‘선계’는 어등산과 금봉산이 이어지는 소촌동 구릉지에 위치한 마을로 어등산 지맥의 동쪽에 위치해 산에서 흘러내리는 계곡이 있어 붙여진 지명이라는 설, 동아(童兒)가 동장봉에서 글을 읽고 시내 개울에서 놀았다 하여 붙은 이름이라는 설이 있다. 1800년대 장수 황씨가 들어와 정착하며 마을이 형성되었는데 호남선 철도가 마을을 관통하며 재앙이 잦자 우산리 당사동으로 대거 이주했다. 공기가 좋고 풀이 많아 대규모 목장시설이 있었는데, 지금은 모두 없어지고 그 자리에 아파트가 들어섰다. 선암동에 있던 정광중·고가 마을로 이전했고, 어룡초등학교가 개교했다. 마을에는 장수 황씨 황인옥의 효자비각이 있는데, 당사동에 있던 것을 주택단지로 편입됨에 따라 본래의 터전으로 이설한 것이다.‘신역’은 북송정역이라고 부르는 지역이다. 서울-목포간 호남선, 광주송정-삼랑진 간 경전선, 광주선 등 3개의 철도가 마을 중심부를 지나간다. 금봉산 기슭, 송정공원이 있는 마을로 ‘분전(芬田)’으로도 불렸다. 마을 이름의 유래에 대해서는 근처에 송정리역이 있어 신역이라고 했다는 설, 옛 사람들이 앞으로 역이 생길 것을 예견하고 지은 이름이라는 설 등이 있으나 확실치 않다. 1900년대 초 생성된 마을로 작은 촌락이었으나 일제강점기 송정공원이 조성되면서 민가가 들어서기 시작했다. 송정공원에는 한말 의병장 이기손 의적비, 용아 박용철 시비, 국창 임방울 기념비 등과 일본인이 세운 신사였으나 지금은 조계종 불교 사찰로 사용하고 있는 금선사가 있다. 소촌은 1통, 소촌거리는 2통, 남계는 4통, 선계는 5통, 신역은 7통, 10통이다.
- 운수동
  - 운수동은 운수, 매방, 절골마을이 있는데, 운수IC 교차로로 인해 많은 변화가 있다. ‘운수’마을은 어등산 남쪽 깊숙한 골짜기에 있는 마을로 운수사라는 절이 있었던 데서 연유한 명칭이다. 이웃 선암마을에 입주한 연안 차씨 차세초(車世迢)의 6세손인 차경수(車慶壽)가 1740년에 들어와 마을이 형성되었고 뒤이어 1774년 영광에서 진주 강씨 강귀환(姜貴煥)이 옮겨오며 연안 차씨와 진주 강씨 집성촌이 되었다. 매일유업이 들어서며 한때 축산 농가가 50여호에 달했으며, 보문고등학교, 광산경찰서, 절골에서 옮겨온 천운사 등이 있다. 광주시 지정 무형문화재였던 탱화장 송복동이 이 마을에 거주했었다.‘매방’은 매방동, 매방골 등으로 불렸던 곳으로, 매들이 많이 살고 있어 붙은 이름이라고 한다. ‘절골’은 어등산 망덕봉 아래에 위치한 마을이다. 고개가 있는데 무네미재(水峴)이라고 부른다. 옛날 한양 가는 길목으로 재를 넘으면 하남동이다. 선암마을에 정착한 차세초의 3남인 차연로 5세손 차덕찬(車德贊)이 1704년 절골에 처음 들어왔다. ‘절골’이라는 이름은 절이 있었다 하여 지어진 이름이다. 조선 초기에 창건된 것으로 추정되는 여둔사지(余芚寺地), 비구니 도명(道明)이 세운 태고종 천운사(天雲寺)가 포사격장이 생기기 전까지 있었다고 한다. 36통이다.

## 관공서
- 대한상공회의소 광주인력개발원
- 광주광산경찰서
- 광주지방경찰청
- 광주지방공무원교육원
- 한국전력공사 광산지점

## 교육
- 선운초등학교
- 송정중앙초등학교
- 어룡초등학교
- 선운중학교
- 정광중학교
- 동명고등학교
- 보문고등학교
- 정광고등학교
- 호남대학교 광산캠퍼스
- 선예학교

## 스포츠시설
- 어등산 CC
- 송무정

## 주거
| 단지명                   | 건설사                           | 시행사                    | 주소                      | 주소   | 입주        | 비고     |
| ------------------------ | -------------------------------- | ------------------------- | ------------------------- | ------ | ----------- | -------- |
| 소촌서라 1차             | ㈜서라건설                       | ㈜서라건설                | 광산구 어등대로665번길 27 | 소촌동 | 1995년 3월  |          |
| 소촌라인 2차             | 라인건설㈜                       | 라인주택㈜                | 광산구 금봉로 18          | 소촌동 | 1997년 11월 |          |
| 모아드림타운 1차         | 모아건설산업㈜                   | ㈜모아주택산업            | 광산구 소촌로86번길 17    | 소촌동 | 2000년 11월 |          |
| 모아드림타운 2차         | 모아건설산업㈜                   | ㈜모아주택산업            | 광산구 소촌로86번길 20-5  | 소촌동 | 2001년 12월 |          |
| 소촌 모아엘가 에듀퍼스트 | 덕평산업개발㈜                   | ㈜모아주택산업            | 광산구 소촌로 100         | 소촌동 | 2017년 6월  |          |
| 선운지구 어등산 모아엘가 | 덕평산업개발㈜                   | ㈜모아주택산업            | 광산구 선운중앙로 45      | 선암동 | 2014년 7월  |          |
| 선운지구 진아리채        | 아이리스건설㈜                   | ㈜진아건설                | 광산구 선운로 33          | 선암동 | 2014년 9월  |          |
| 어등산 진아리채 리버필드 | 진아건설㈜ ㈜리채 아이리스건설㈜ | 선운진아리채 지역주택조합 | 광산구 선운중앙로 82      | 선암동 | 2025년 3월  |          |
| 선운지구 다사로움        | 남광토건 ㈜제이아이건설          | 광주광역시도시공사        |                           | 선암동 | 2014년 12월 | 분양전환 |

## 교통
- 고속도로
  - 운수 나들목

- 광주 도시철도 1호선
  - 송정공원역
  - 북송정역 - 신호소 역할.